# Forward You
 (septembre 2021).
 (septembre 2021).
Forward You (FWU) est un groupe international de services financiers fondé en 1983 par Dr Manfred Dirrheimer, et dont la société mère, FWU AG, a son siège à Munich, en Allemagne. Les activités principales sont l’assurance-vie en unités de compte et les services financiers.

## Histoire
En 1983,, le Dr Manfred Dirrheimer abandonne son poste de professeur à l’université et crée une société, qui deviendra FWU. FWU signifie « Forschungsgesellschaft für Wettbewerb- und Unternehmensorganisation », c’est-à-dire « association pour la recherche sur la concurrence et l’organisation des entreprises ».
En 1991, après des années de conseils, FWU change de business model pour fonder sa propre compagnie d’assurance, FWU Factoring,.
En 1994, comme de nombreuses start-ups, FWU s’affranchit de sa société fondatrice pour voler de ses propres ailes. FWU conçoit des produits de fonds d’investissement pour des compagnies européennes d’assurance-vie et lance son premier produit d’assurance-vie en unité de compte au Luxembourg et en Allemagne. FWU Life Austria, est la première compagnie d’assurance-vie à vendre un produit en unité de compte en Autriche, puis en France en 1997.
En 1999, la société mère de FWU, FWU AG, acquiert la compagnie d’assurance luxembourgeoise FWU Life Lux, anciennement Atlanticlux, tout en constituant FWU Invest, qui gère aujourd’hui des actifs de 2 milliards d’euros. FWU met également au point e-avis, le premier système de souscription en ligne, qui préfigure ce que sera par la suite FILOS.
En 2003, FWU connaît deux événements majeurs : L’entreprise passe des décisions d’investissement basées sur l’expertise à la technologie quantitative. FWU lance son premier produit Takaful,, entièrement compatible avec la loi islamique de la charia.
En 2005, FWU étend sa présence mondiale, notamment aux Émirats arabes unis, en Arabie saoudite et au Koweït avec FWU Takaful,,.
En 2006, FWU se lance en Italie; l’Italie demeure le marché où FWU connaît la croissance la plus rapide et possède la plus grande base client.
En 2007, tandis que FWU s’étend aux Émirats arabes unis et en Malaisie via FWU Dubai Services GmbH et FWU Malaysia Sdn Bhd, le modèle de bancassurance prend de l’ampleur dans l’Europe des affaires.
En 2009, FWU fait son entrée sur le marché pakistanais,.
En 2014, en bâtissant un solide réseau de partenaires, l’entreprise lance ses produits de fonds de garantie sur le marché espagnol. L’Espagne figure encore aujourd’hui au deuxième rang, en tant que plus grand marché, derrière l’Italie.
En 2015, la société mère de FWU, FWU AG, devient actionnaire unique de Atlanticlux Lebensversicherung S.A. ,.
Avec cette acquisition de portefeuilles et d’entités, FWU voit croître considérablement le nombre de ses employés, clients et actifs. À la suite de l’acquisition de l’ancienne Skandia Austria,, par la société mère de FWU, FWU AG, l'entreprise compte désormais 65 000 clients supplémentaires.
Le 25 novembre 2016, FWU devient Forward You,,, en unissant la marque de sa holding de 25 groupes, regroupant ainsi Atlanticlux Lebensversicherungen S.A. avec Skandia Lebensversicherung Österreich AG et 23 entreprises de l’ancien groupe FWU.
En 2017, FWU s’étend sur le marché belge. La filiale luxembourgeoise FWU Life Lux propose depuis 2017 des solutions d’assurance-vie 100% dématérialisées grâce à la signature digitale sur tablette, via sa plateforme de conseil et de distribution tout-en-un : FILOS.
De 2017 à 2019, FWU participe au salon du courtage « Journées du courtage » à Paris. FWU a également participé aux « Rendez-vous du courtage » à Marseille, le 17 juin 2021.
En 2018, FWU lance la dernière version de FILOS, son propre fonds OPCVM à compartiments ainsi que le produit Forward Quant, basé sur la technologie quantitative. Ces deux derniers semblent visiblement obtenir l’approbation des clients et des distributeurs partenaires, avec de prestigieuses récompenses à la clé (par exemple, FWU Group : meilleur portefeuille de produits en unités de compte pour l'Europe en 2018, selon CFI.).
En 2019, FWU compte 500 000 clients en Allemagne, Espagne, Italie, France, Belgique, au Luxembourg et en Autriche, avec un volume de sommes assurées de plus de 8 milliards d’euros. La même année, FWU lance son produit PER en France, conformément à la loi PACTE.
En avril 2020, en plein confinement lié à la COVID-19, FWU lance sur les territoires français et belge sa nouvelle solution, le RSS (Remote Sales Solution), permettant à ses courtiers partenaires de souscrire à des contrats sans présence nécessaire physique lors d’entretiens avec les clients.
En 2021, FWU lance une nouvelle version de son produit, Forward Quant MV, en Belgique.
Aujourd’hui, FWU emploie près de 500 salariés, dont environ 20% dans le domaine informatique, ce qui en fait un groupe d'entreprises de taille moyenne. La majorité de la société mère du groupe FWU, FWU AG, est une entreprise familiale, Swiss Re Europe S.A. détenant une participation dans l’entreprise.
En 2024, selon un article du Figaro, "En France, 30.000 contrats d’assurance-vie mis en danger par la défaillance d’un assureur luxembourgeois", en date du 7/8/2024 :
- la société holding d'assurance FWU AG, l'actionnaire unique de FWU Life Insurance Lux SA, a réalisé une déclaration d'insolvabilité auprès du tribunal d'instance de Munich en raison de son surendettement.
- la filiale FWU Life Insurance Lux SA a informé le CAA «qu'elle ne satisfaisait plus aux exigences de capital de solvabilité requis et de minimum de capital requis», selon un communiqué de l'autorité daté du 19 juillet.

## Activités commerciales
FWU est actif dans le monde entier et s’appuie sur un modèle de multidistribution caractérisé par une diversité de réseaux et de partenaires, dans le cadre de l’assurance-vie,.
L’ensemble du Groupe FWU compte 457 collaborateurs répartis dans 12 pays et 14 villes à travers le monde avec 58 000 clients en France et en Belgique et plus de 1 million de clients dans le monde entier,. FWU Invest gère aujourd’hui des actifs de 2 milliards d’euros,.

## Direction de l'entreprise
- Dr Manfred Dirrheimer, Fondateur et PDG | Bancassurance, Stratégie, Takaful[40]
- Alexander Dirrheimer, Directeur commercial | Juridique , Marketing, Ventes
- Lukas Ludwig, Directeur de produit | Actuariat, Développement de produit
- Bernhard Schneider, Directeur des opérations | GRC, Opérations, RH, Systèmes informatiques
- Frank Wolf, Directeur financier | Global Investment, Refinancement, Trésorerie